# Myiothlypis bivittata
Myiothlypis bivittata là một loài chim trong họ Parulidae.